# 귀여니
귀여니(본명: 이윤세(李允世), 1985년 1월 ~ )는 대한민국의 인터넷 작가다. "귀여니"는 "귀여운 이"를 줄여서 만든 필명이다. 본관(本貫)은 전의(全義)이며 사헌부 대사헌(司憲府大司憲)과 경상도 관찰사(慶尙道觀察使)를 지낸 이효장(李孝長)의 후손이다.

## 생애
경기도 용인시 토월초등학교와 수지중학교, 충청북도 제천시 제천여자고등학교를 졸업했다. 귀여니는 초등학교 때부터 혼자 글을 쓰고 만화책으로 만들어서 친구들한테 나눠주고는 했다. 본격적으로 글을 쓴 것은 2002년부터였다. 필명 귀여니는 남동생에게 온 메일의 아이디였는데, 귀여니가 그것을 맘에 들어해 쓰기 시작하였다.
2001년 인터넷 사이트의 소설 연재란에 《그 놈은 멋있었다》를 연재하여 인터넷 조회수 800만, 판매부수 50만을 기록했으며, 2004년에 영화화되기도 했다. 그녀의 소설은 중국어로 번역되어 중국에서는 5개월째 판매부수 1위를 기록하며 판매부수 60만을 돌파했다.
2004학년도 성균관대학교 수시 전형에서 소설 출판 경력이 방송연예활동경력으로 인정되어 연기예술 특기자로 합격하여 학교를 다녔다.
2011년에는 3년의 공백기 끝에 판타지 소설 《팜피넬라》를 발표했다. 2012년 서울종합예술학교 방송구성작가예능학과 겸임교수로 임용되었다. 그러나 소설 《팜피넬라》에 대한 부진, 드라마 극본도 준비했다가 방송 편성이 무산되는 등 침체기를 겪다가 이에 대한 힐링의 방법으로 라오스로 혼자 여행을 갔다왔으며 그 경험을 토대로 2014년 7월 《어느 특별한 한 달, 라오스》라는 에세이를 출간했다. 이 에세이는 지금까지 냈던 책과 달리 필명을 사용하지 않고 자신의 실명으로 출간한게 특징이다.

## 학력
- 토월초등학교
- 수지중학교
- 제천여자고등학교
- 성균관대학교

## 평가
귀여니의 작품에 대해서는 많은 비판 여론이 있다. 우선 문학적 완성도가 낮다는 점이 지적된다.
귀여니의 소설에서 지적되는 대표적인 문제점은 문법적인 미숙함과 지나친 이모티콘과 통신체의 사용이다.
예)
```
      현수는 그녀를 보며 왜 그러는지 물어보았다.
      "왜그래 무슨 일 있어? ㅇㅅㅇ"
      "아, 아냐. 아무일도 없어 ^^;"
      "아닌 것 같은데? 너 숨기고 있는 것 있구나? 뭐야?  -_-"
      "아니래두 -0-!"
```

위의 예에서 볼 수 있듯, 글의 전개에서 필요한 최소한의 묘사조차도 전부 이모티콘으로 대체하고 있다. 귀여니의 글은 완전히 소설의 형태를 벗어나, 시나리오, 소설, 수필 어느 장르에도 해당하지 않는 탈문학작품이라는 지적이 있다.
그러나, 그와는 반대로 귀여니의 글은 기존의 기성 문학장르와는 달리 완전히 새로운 장르에 해당하여 비록 문법적으로는 미숙하나 창조성이 엿보인다고 판단하는 의견도 일부 있다. 2004년, 영화평론가 정성일은 귀여니의 소설이 나름대로 소녀들 세계의 사건을 그리고 있고, 그렇게 하는 것이 의의가 있다며 옹호의 글을 쓴 바 있다.
그 외에 비현실적인 설정이 지적받고 있으며 중국에서의 성공에 대해서도 회의적인 견해가 제기되고 있다.

## 표절 논란
2005년 발표한 작품 《아웃 사이더》는 표절 논란에 휩싸였다.
아웃 사이더는 인터넷 소설가 송정실의 ‘아우어 스토리’와 줄거리와 대사가 유사하다며 표절 소송을 당했지만 표절이 아니라는 판결을 받았다.

## 작품
| 인터넷연재 | 작품                          | 출판   | 영화화 |
| ---------- | ----------------------------- | ------ | ------ |
|            | 《어느 특별한 한 달, 라오스》 | 2014년 |        |
|            | 《팜피넬라》                  | 2011년 |        |
|            | 《천사를 찾습니다》           | 2008년 |        |
| 2006년     | 《신드롬》                    | 2007년 |        |
|            | 《아프리카》                  | 2005년 |        |
| 2005년     | 《다섯개의 별》               |        |        |
| 2005년     | 《아웃 싸이더》               | 2005년 |        |
| 2003년     | 《내 남자친구에게》           | 2003년 |        |
| 2002년     | 《도레미파솔라시도》          | 2003년 | 2008년 |
| 2002년     | 《늑대의 유혹》               | 2002년 | 2004년 |
| 2001년     | 《그 놈은 멋있었다》          | 2003년 | 2004년 |